# Krasawa (Silésie)
Pour les articles homonymes, voir Krasawa.
Krasawa est une localité polonaise de la gmina d'Olsztyn, située dans le powiat de Częstochowa en voïvodie de Silésie.